# Ján Harniš
Ján Harniš (* 13. April 1985 in Kežmarok) ist ein slowakischer Rennrodler.
Ján Harniš ist Sportlehrer und lebt in Stará Lesná. Seit 1998 ist er Rennrodler, seit 2000 gehört er dem slowakischen Nationalkader an. Am Rennrodel-Weltcup nimmt er mit seinem Partner Branislav Regec seit der Saison 2004/05 im Doppelsitzer teil. Nach einem 31. Rang in der Debütsaison konnte sich das Duo in den Folgejahren im Gesamtweltcup kontinuierlich verbessern und platzierte sich im Winter 2006/07 als 18. erstmals unter den besten 20. Auf diesem Niveau stabilisierten sich Regec und Harniš: Bis heute (Stand: 2011) erreichten sie sowohl in den Gesamtweltcups als auch bei den Großereignissen jeweils Ergebnisse zwischen den Plätzen 11 und 17. Im Februar 2010 nahm das Doppel an den Olympischen Winterspielen in Vancouver teil, wo es Rang elf unter zwanzig Teilnehmern belegte.